# FMA IA X 59 Dronner
ФМА IA X 59 «Дроннер» (ісп. FMA IA X 59 Dronner) — багатоцільовий безпілотний літальний апарат. Перший політ відбувся 9 грудня 1972 року. Розроблений і побудований фірмою FMA (зараз FAdeA). Перший аргентинський БПЛА власної розробки. Був багатоцільовим апаратом, міг використовуватися для ведення оперативної розвідки, фотографування місцевості, а також для буксирування мішеней. Отримав позначення FMA IA X 59 Dronner (відомий так само як Табано (ісп. Tábano — Гедзь)). Залишався в єдиному екземплярі і єдиним аргентинським безпілотним літальним апаратом, поки в 1980-х фірмою Quimar не були спроєктовані і виготовлені MQ-1 Chimango, MQ-2 Bigua та ін.

## Тактико-технічні характеристики
Технічні характеристики
- Екіпаж: безпілотний
- Довжина: 4,07 м
- Розмах крила: 3,60 м
- Висота: ?
- Площа крила: 2,25 м²
- Максимальна злітна маса: 160 кг
- Силова установка: 1 × ПД McCulloch
- Потужність двигунів: 1 × 45 к.с.

Льотні характеристики
- Максимальна швидкість: 340 км / год
- Практична стеля: 5 900 м
- Тривалість польоту: 1 год